# Vulnicura
Vulnicura är det nionde studioalbumet av den isländska sångerskan och musikern Björk, utgivet den 20 januari 2015 på One Little Indian Records. Albumet var ursprungligen tänkt att släppas i mars 2015 i samband med en utställning om Björks karriär vid Museum of Modern Art i New York och boken Björk: Archives. Låtmaterial hade dock läckts ut på Internet i förhand och därför valde man att lansera albumet två månader tidigare.
På Vulnicura arbetade Björk med producenterna Arca (Alejandro Ghersi) och The Haxan Cloak (Bobby Krlic).
Vulnicura är Björks mest personliga album då temat på albumet handlar om hennes uppbrott från fästmannen Matthew Barney 2013

## Låtlista
| Nr | Titel                         | Kompositör                     | Producent(er)                | Längd |
| -- | ----------------------------- | ------------------------------ | ---------------------------- | ----- |
| 1. | Stonemilker                   | Björk                          | Björk                        | 6:49  |
| 2. | Lionsong                      | Björk                          | Björk, Arca                  | 6:08  |
| 3. | History of Touches            | Björk                          | Björk, Arca                  | 3:00  |
| 4. | Black Lake                    | Björk                          | Björk, Arca                  | 10:08 |
| 5. | Family                        | Björk, Arca                    | Björk, Arca, The Haxan Cloak | 8:02  |
| 6. | Notget                        | Björk, Arca                    | Björk, Arca                  | 6:26  |
| 7. | Atom Dance (featuring Antony) | Björk                          | Björk, Arca                  | 8:09  |
| 8. | Mouth Mantra                  | Björk, Oddný Eir Ævarsdóttir   | Björk, Arca                  | 6:09  |
| 9. | Quicksand                     | Björk, John Flynn (aka Spaces) | Björk                        | 3:45  |